# Болезнь Хантера
Боле́знь Ха́нтера (синдро́м Ха́нтера, англ. Hunter syndrome) — одна из форм мукополисахаридоза, мукополисахаридоз 2-го типа (MPS II), редкое рецессивное Х‑сцепленное генетическое заболевание из группы лизосомных болезней накопления. Возникает в результате дефицита ряда ферментов, что приводит к накоплению белково‑углеводных комплексов и жиров в клетках.
Синдром назван в честь врача Чарльза А. Хантера (1873–1955), который впервые описал его в 1917 году. 

## Эпидемиология
Согласно исследованиям, в период 1955—1974 годов общая заболеваемость синдромом Хантера в Великобритании составляла примерно 1 на 132 000 родившихся живыми младенцев мужского пола.

## Диагностика
Болезнь проявляется в раннем возрасте (2—4 года) утолщением ноздрей, губ, языка, тугоподвижностью суставов, задержкой роста. До двух лет отмечают такие признаки, как шумное дыхание (обструкция верхних дыхательных путей), повторные риниты, паховые и пупочные грыжи.
Для своевременной диагностики необходимо клиническое обследование с определением активности фермента идуронат-2-сульфатаза (I2S, сульфо-идуронат сульфатаза). Чаще всего используют лабораторный скрининг-тест мочи GAG.
Внешними признаками заболевания является появление грубых черт лица (гаргоилизм), появляется низкий грубый голос, возникают частые острые респираторные вирусные инфекции. Частыми признаками болезни являются утолщённая кожа, короткая шея, редкие зубы.

## Наследование
Болезнь Хантера наследуется по рецессивному Х-сцепленному типу, в связи с чем болеют в основном мальчики. На 2013 год описано 5 случаев заболевания у гетерозиготных девочек, связанных с инактивацией нормальной Х-хромосомы или со структурными изменениями в ней. Кроме того, описан один случай у гомозиготной девочки, имеющей точечные мутации. 
| Наиболее частый случай X-сцепленного рецессивного наследования: от матери, которая является носителем, при здоровом отце. | X-сцепленное наследование рецессивного признака от отца, который является больным. |

## Лечение
Генетическая природа заболевания обусловливает огромные сложности в терапии. В настоящее время[когда?] во всём мире имеется два препарата, которые подразумевают восполнение фермента в организме больных синдромом Хантера. Это препараты Elaprase и Hunterase, которые были  разработаны фармацевтической компанией Shire Human Genetic Therapies Inc., Кембридж, Массачусетс, США и фармацевтической компанией Green Cross. Corp., Йонъин,  Южная Корея в Российской федерации представлена фармацевтической компанией Нанолек. Препараты представляют собой рекомбинантный человеческий фермент iduronate-2-sulfatase.
В ноябре 2017 года впервые в мире была проведена процедура редактирования генома прямо в теле взрослого человека; пациентом стал мужчина, страдавший болезнью Хантера и перенёсший до этого 26 операций. О результатах процедуры можно будет судить через несколько месяцев, и в случае успеха этому мужчине больше не потребуется проходить еженедельную ферментную заместительную терапию. На 2024 год в СМИ больше не было публикаций о данном случае и степени его успешности.

### Паллиативное лечение
В настоящее время ввиду отсутствия реальных методов воздействия на причину заболевания используется симптоматическая терапия.

### На английском языке
- National MPS Society
- [rarediseases.about.com/cs/huntersyndrome/a/022204.htm Hunter Syndrome] About.com
- Hunter Syndrome Patient/Family Resources CCHS Resources.
- Hunterpatients.com Hunterpatients.com
- Hide and Seek Foundation For Lysosomal Disease Research
- Elaprase (idursulfase) website.